# High Technology Industries
High Technology Industries (HTI Group) — міжнародна група компаній. Основний вид діяльності компанії групи — технології для зимового спорту.
До складу групи входять такі компанії:
- Leitner AG[2], що представляє торгові марки:
  - Leitner Ropeways — канатні дороги, скіпові (похилі) підйомники, підйомні крісла, підйомники для гірськолижників. Устаткування компанії працює на гірськолижних курортах Шушеен, Бітостол у Норвегії; Romme Alpin в Швеції; кілька підйомників в Мерібель, Куршавель і Сен-Мартен-де-Бельвіль у Франції; і Верб'є, Швейцарія. Також на деяких лижних курортах Італії. Мережа канатної дороги Нгонпінг 360[en] у Гонконзі сполучає Тунчхун і Нгонг-Пінг.
  - MiniMetro[en] — автоматизовані системи перевезення пасажирів[en] (АСПП) — так звані піплмувери. Компанія випробувала тестову дільницю своєї мережі мініметро у місті Віпітено. Мініметро Перуджі, запущене в експлуатацію в 2008 році, стало першою діючою мережею такого роду. Пізніше за цією маркою були також побудовані транспортні системи в аеропорту Каїра[3], у Пізі (Pisamover[4]) і в аеропорту Маямі (MIA e Train[en][5][6]).
  - LEITWIND — вітрові електростанції.
- Agudio — вантажні канатні транспортні системи
- Prinoth[en] — виробляє снігоукаточні машини для використання на гірськолижних курортах і в рекреаційних зонах.
- Demaclenko — виробляє системи з виготовлення штучного снігу для лижних трас.
- Poma[en] (відома також як Pomagalski S.A.[7]) — канатні транспортні системи